# Pakpahan (Pangaribuan)
Pakpahan is een bestuurslaag in het regentschap Tapanuli Utara van de provincie Noord-Sumatra, Indonesië. Pakpahan telt 3132 inwoners (volkstelling 2010).